# Trifón Poch
Trifón Poch López (Cordova, 20 luglio 1963) è un allenatore di pallacanestro e dirigente sportivo spagnolo.

## Carriera
Dopo alcune esperienze a livello giovanile e nelle leghe minori lavora come secondo di Aleksandr Gomel'skij al Tenerife Amigos del Baloncesto e di Alfred Julbe al Club Bàsquet Girona. La sua carriera come primo allenatore in una squadra di massima serie inizia nella stagione 1992-1993 con il Club Baloncesto Gran Canaria. Da allora e sino alla stagione 2012-2013 ha allenato sempre nella massima serie di basket spagnola (ACB Primera División e in Liga Endesa) ad eccezione di una parentesi in Liga EBA con il Club Bàsquet Cornellà nel 1994 e di un periodo al Club Bàsquet Girona nella stagione 1995-1996 della ACB Primera División come secondo di Joaquim Costa (cui è subentrato nella posizione di primo allenatore in seguito all'esonero). Nella stagione 2014-2015 ha allenato i Nagoya Diamond Dolphins, squadra della B.League. Nella stagione 2015-2016 ha allenato il Club Atlético Obras Sanitarias de la Nación, militante nella Liga Nacional de Básquet.
Dall'agosto 2017 è direttore tecnico della squadra Bisbal Bàsquet, formazione che milita nel Campionat de Catalunya Masculí de Primera Categoria.

## Palmarès
- Liga catalana: 1

Girona: 1996